# 沙田镇 (合浦县)
沙田镇，是中华人民共和国广西壮族自治区北海市合浦县下辖的一个乡镇级行政单位。

## 行政区划
沙田镇下辖以下地区：
上新村、对达村、淡水村、山寮村、沙田村和海战村。